# Хумарли
Хумарли (азерб. Xumarlı) — село в Зангеланському районі Азербайджану.
Село розміщене на правому березі річки Акарі, за 83 км на південь від міста Бердзора та за 4 км на південний схід від села Єріцванк, до якого підпорядковується.
21 жовтня 2020 було звільнене Національною армією Азербайджану внаслідок поновлених бойових дій у Карабасі.